# Sharon Tal
Pour les articles homonymes, voir Tal.
Sharon Tal (hébreu : שרון טל) est une actrice israélienne de théâtre et de cinéma.

## Biographie
Sharon Tal naît dans le moshav Almagor près du Lac de Tibériade le [Quand ?]. Dès l'âge de deux ans elle vit à Jérusalem.
Elle est l'aînée des quatre enfants d'un couple juif : le comptable Eli Tal et Haggit Tal, ancienne enseignante d'arabe. 
Dans son enfance elle étudie le ballet pendant 6 ans et danse dans une troupe, puis elle apprend la flûte et est soliste dans un chœur. Après avoir fini le lycée, dans une classe de littérature et théâtre, elle va étudier canto en privé et est soliste du chœur "Yolki Falky".
Elle joue en 2001-2006 au Théâtre Mikro (fondé par Irina Gorelik) à Jérusalem et étudie au studio de ce théâtre ; elle étudie aussi la Commedia dell'arte chez Antonio Fava en Italie.
En 2009 elle finit ses études de comédie au Studio de Nissan Nativ. En 2007-2008 elle gagne une bourse d'études de la Fondation culturelle America Israël. Sharon Tal participe ensuite à un cours de trois ans (Isola della pedagogia) donné à Venise par le réalisateur russe Anatoly Vassiliev.
Elle joue le rôle féminin principal dans le film dramatique d'Eran Kolirin The Exchange ("Hahitkhalfut", 2011), qui lui vaut une nomination pour le rôle de la meilleure actrice au Festival du Film de Venise en 2011 et pour le Prix Ophir en Israël en 2012.       